# Luigi Legnani
Luigi Rinaldo Legnani (7 de noviembre de 1790 – 5 de agosto de 1877) fue un guitarrista, cantante, compositor, músico y luthier italiano.

## Biografía
Nacido en Ferrara, Legnani recibió educación musical para convertirse en músico de instrumentos de cuerda a pesar de ser muy joven, pero se dedicó a la guitarra y voz. Su debut operístico como tenor tuvo lugar en Ravena, en 1807; su carrera de cantante duró 17 años. Su carrera como guitarrista comenzó con un concierto en Milán en 1819; con conciertos en 1822 en Viena y subsiguientes visitas en 1833 y 1839. Trató de continuar la tradición de guitarra establecida por Mauro Giuliani.

## La música
Legnani es quizás más conocido por su 36 Caprichos para guitarra, op. 20, que cubren todas las tonalidades mayores y menores, y que probablemente fueron inspirados por los 24 Caprichos para violín de Paganini. Él y Paganini eran amigos desde la década de 1830; y a pesar de que se pensó que él y Paganini habían llegado a actuar juntos en público (Powroźniak menciona un concierto en el Norte de Italia en 1837), no hay ninguna evidencia que apoya esta afirmación. Después de la década de 1850 Legnani se retiró de la actividad concertística y se convirtió en un fabricante de instrumentos, concentrándose en las guitarras y violines. El "modelo Legnani" de guitarra fue muy popular en Europa Central en la mitad del siglo XIX.
Legnani compuso unas 250 obras, que fueron publicadas en su vida por muchas de las principales editoriales en Europa. Murió en Rávena.

## Luthier
En sus visitas frecuentes a Viena, Legnani cooperó con Johann Georg Stauffer y su hijo Anton para hacer guitarras de acuerdo al diseño Legnani, que fue adoptado por varios luthiers posteriores ("Nach dem Modell des Luigi Legnani" / 'basado en el modelo de Luigi Legnani').
Más tarde empezó a hacer sus propias guitarras, y algunos de sus instrumentos todavía existen:
- Guitarra de Legnani[5]
- Guitarra de Legnani (ca.1870)[6]

Hay cierta confusión con respecto a la luthierie de Legnani, ya que hubo un Luigi Legnani anterior, que parece haber sido aprendiz de Zosimo Bergonzi.